# کلیسای هریپسیمه مقدس، قزوین
کلیسای هریپسیمه مقدس (به ارمنی: Սուրբ Հռիփսիմե եկեղեցի) نام کلیسایی تاریخی در شهر قزوین و متعلق به کلیسای حواری ارمنی می‌باشد.

## تاریخ

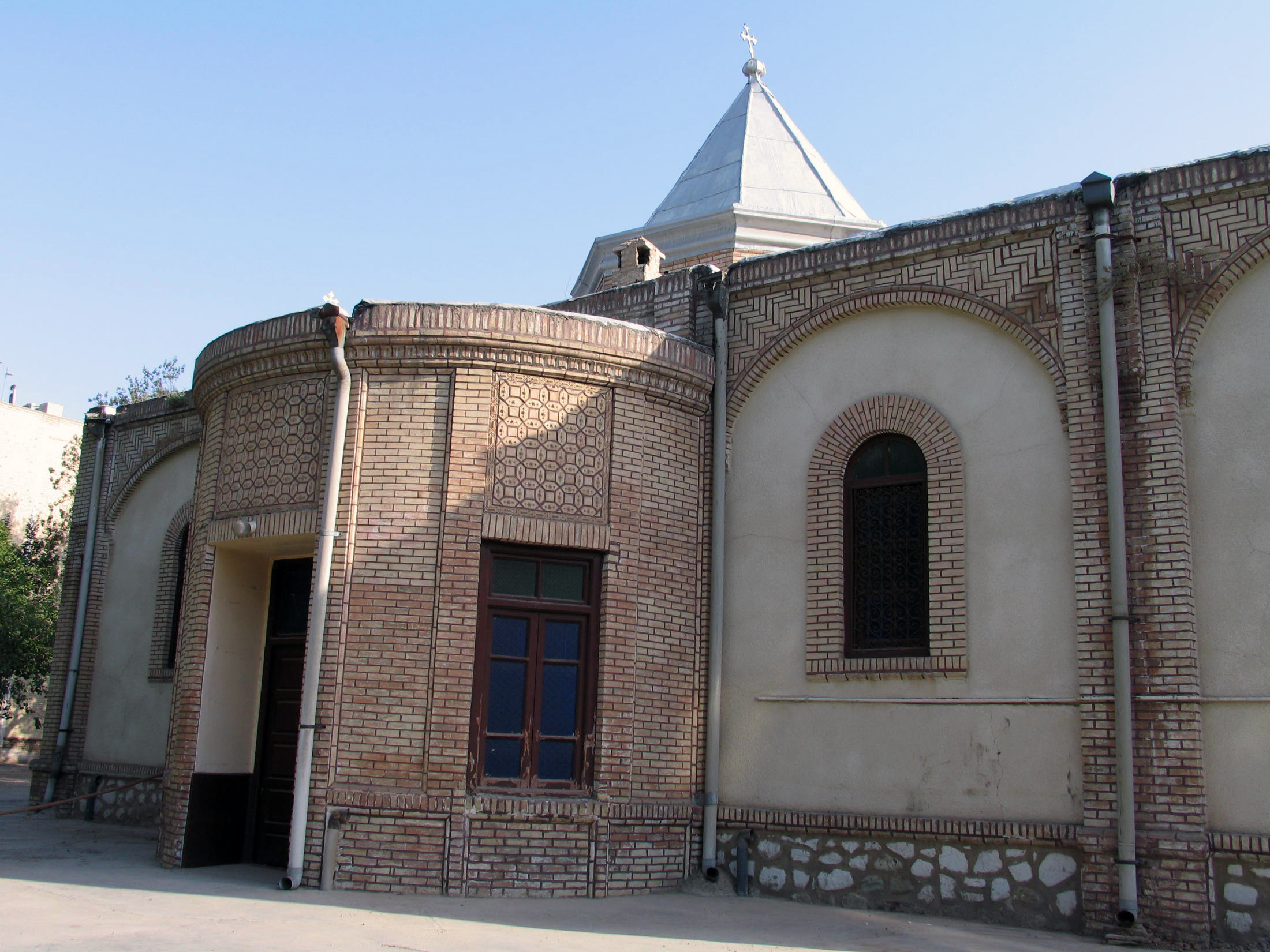
نمای بیرونی کلیسای هریپسیمه مقدس

ساختمان کلیسای فعلی ارمنی‌ها که هریپسیمه مقدس خوانده می‌شود در پی گسترش حضور آنان در قزوین و کوچک بودن کلیسای قبلی در سال ۱۳۱۵ شمسی با همت همت کشیش «هاروتیون دِرمسروپیان» در زمین موقوفه‌ای توسط «هوانس بارسقیان» ساخته شده و دارای عبادتگاه، سالن اجتماعات و یک مدرسه است. این کلیسا در خیابان طالقانی و در دیگری نیز از خیابان خیام به آن باز می‌شود.
ساختمان کلیسا بنایی آجری است که طرحی مبتنی بر محورهای چلیپایی دارد و فضای اصلی آن مستطیلی است که چهار ستون رفیع در داخل آن برآورده‌اند و با ناقوس‌های نیزه وار به هم پیوسته‌اند. محل استقرار کشیش کلیسا در ضلع شرقی آن قرار گرفته و برج ناقوس در جانب غربی واقع شده‌است.